# Romániai magyar szektairodalom
Romániai magyar szektairodalom – Az uralkodó egyházak hívei által uralt köztudatban szektáknak neveznek minden olyan vallásos csoportot, gyülekezetet, irányzatot, amely szemben áll a bevett, intézményes egyházakkal. A köztudat – helytelenül – ide sorolja a reformáció idején a Biblia bizonyos részeire kiemelten hangsúlyt helyező irányzatokat (anabaptisták, adventisták) vagy később a történelmi egyházakból levált újprotestáns felekezeteket is.

## Jehova tanúi
A Jehova tanúi közösségek körében Erdélyben is terjesztett magyar nyelvű irodalom szinte kizárólag nyugati vagy amerikai eredetű: ottani fordítók által, ottani nyomdákban és sokszorosító műhelyekben készül. Már a két világháború között is jelen voltak a hazai magyar könyvtermésben például  J. F. Rutherford Isten hárfája (Kolozsvár, 1924) és A Királyság oltalma alatt (Bukarest, 1934) c. kötetei, valamint az Amerikai Egyesült Államokban szerkesztett és németországi nyomdában készült Ébredjetek és Őrtorony című lapok vagy A mi királyságunk szolgálata, az angol nyelven összeállított kiadványok magyar változatai, minden helyi vonatkozás nélkül. Az 1930-as évek végétől – mivel hitbeli meggyőződésükre hivatkozva megtagadták a fegyverfogást – betiltották szervezetüket; a tilalom a második világháború végéig, majd az 1945–47-es időszakot kivéve a kelet-európai kommunista rendszerek bukásáig fennmaradt. Ezen időszak alatt hitgyakorlatukat a rendszer államellenes szervezkedésnek minősítette és üldözte. 1989 után újraszerveződtek közösségeik, s ma magyar nyelven is igen aktívak, ami a társadalom szélesebb rétegei felé kizárólag külföldön készült irataik terjesztésében mutatkozik meg.

## Okkultizmus
Egyesek a szekták körébe sorolják az okkult tudományok művelőinek szórványos kiadványait, valamint az okkultizmussal foglalkozó műveket is. Ilyenek a két világháború között jelentek meg nálunk, többnyire idegen nyelvekből fordítva (Roland Angerbauer: Az élők kísértetei. Értekezés a másodénről. Temesvár, 1919; Kabbalisták és csodatevők. Válogatta és fordította Sas László. Kolozsvár, 1923), a „rózsakeresztes bölcseletbe” bevezetést kínáló Viktor testvér (Mandel Viktor) Húsvéti harangok (Kolozsvár, 1937) vagy Spirituális asztrológia (Kolozsvár, 1937) című kötetei vagy egy bizonyos Nagy Mária útján lejegyzett „szellemi nyilatkozatok” könyve, a Lelkek tavasza (Kolozsvár, 1938).

## Szektairodalom 1989 után
Az 1989-es romániai forradalom után a modern társadalom változásaival kapcsolatos jelenségek sorában a vallási hiedelmek és az okkultizmus témája is megjelent a hazai magyar szakirodalomban. A Jehova tanúi politikai üldözésének legátfogóbb vizsgálatára az 1956-os magyar forradalmat követő megtorlások adattári számbavétele keretében került sor (1956 Erdélyben. Politikai elítéltek életrajzi adattára. 1956–1965. Szerk. Dávid Gyula. Kolozsvár, 2006), magát az üldöztetést politikai vonatkozásaiban a Korunk vizsgálta (Gabriel Andreescu: Jehova tanúi: a vallásszabadságon elkövetett erőszak röntgenképe. 1997/10). Az irracionális irányzatokkal és jelenségekkel főképp A Hét foglalkozott (Ágoston Hugó: Armageddon árnyéka. A Hét, 1993/17; Kerekes Medárd: A világ vége és akik várják. A Hét, 1995/41; Czelnai Rudolf: Ezredforduló: Az irracionalizmus nagy visszavágása. A Hét, 1997/9).